# ディス・エンディング
ディス・エンディング (This Ending)は、スウェーデン・ストックホルムのメロディックデスメタルバンド。過去には、ア・キャノラス・カルテット (A Canorous Quartet、1991-1993)、ア・キャノラス・クインテット (A Canorous Quintet、1993-1998)、ザ・プレイグ (The Plague、2005-2006)といったバンド名で活動していた。なお、2016年にア・キャノラス・クインテットがディス・エンディングとは別バンドとして再結成されている。

## 略歴
1991年に結成。結成時に中心となったのは、フレドリック・アンデション (G)、モールテン・ハンセン (Vo)とリーヌス・ニールブラント (G)の3名。当初は、四人組だったことからア・キャノラス・カルテット (A Canorous Quartet)というバンド名だった。1993年までにバンドメンバー変更が行われ、五人組となり、バンド名をア・キャノラス・クインテット (A Canorous Quintet)へと変更する。1993年に1stデモ『The Time of Autumn』をリリース。この時のメンバーは、フレドリック・アンデション (Ds)、モールテン・ハンセン (Vo)、リーヌス・ニールブラント (G)、リーヌス・ペッテション (B)、マティアス・エーリン (G)の5名。その後、リーヌス・ペッテションが脱退しイェスパー・ロフグレン (B)が、マティアス・エーリンが脱退しレオ・ピグノン (G)が加入。このバンドメンバー変更でバンドメンバーが固定化される。1994年に1stEP『As Tears』をカオス・レコードからリリース。スウェーデンのノー・ファッション・レコードと契約し、1996年に1stアルバム『Silence of the World Beyond』、1998年に『The Only Pure Hate』をリリースした。この活動の中で、アット・ザ・ゲイツ、ディセクション、ヒポクリシーやエッジ・オブ・サニティと同じステージに立ったこともあった。同年に活動を休止する（事実上の解散）。メンバーはそれぞれ別のバンドで活動するようになる。特にリーヌス・ニールブラント、イェスパー・ロフグレン、フレドリック・アンデションの3名はガイダンス・オブ・シンというメロディックデスメタルバンドで活動を継続した。また、フレドリックはアモン・アマースに加入し、活動を続けることとなった。レオ・ピグノンはNiden div. 187というブラックメタルバンドで活動を続け、モールテン・ハンセンは、オクトーバー・タイドやシンズ・オブ・オミッションなどで活動した。
2004年にフレドリック・アンデションが Curriculum Mortisという名前の下、5曲のデモを録音した。2004年から2005年にかけての冬に、解散時のメンバー達で新しいアイデアをこれらに組み入れたりするようなり、2005年初めに再結成。再結成後のバンド名は、ザ・プレイグ (The Plague)。春から夏にかけて13曲の楽曲が作成され、その中から3曲が選ばれてデモ『Let the World Burn』を作成した。2006年にメタル・ブレイド・レコーズと契約。バンド名を、ディス・エンディング (This Ending)に変更する。同年、『Inside the Machine』をリリースし、ディス・エンディングの初音源がリリースされた。2009年には『Dead Harvest』をリリースした。2ndアルバムリリース後、メタル・ブレイド・レコーズを離脱している。また1994年からベーシストを務めていたイェスパー・ロフグレンが脱退。ベースをリーヌス・ニールブラントが担当するようになった。2012年にデジタルシングル『Systematic Worship』をリリースした。デジタルシングルリリース後、ギタリストの1人、レオ・ピグノンが脱退し、初期にベーシストとして参加していたリーヌス・ペッテション (B)が加入した。2016年にアポスタシー・レコードと契約。2016年4月、3rdアルバム『Garden of Death』をリリース。5月はじめに、エターナル・オースなどで活動するペーテル・ナジ (G)が加入した。
2020年8月に、長らくドラマーを務めたフレドリック・アンデション (Ds)が脱退。後任は加入せず、ギタリストのペーテル・ナジがドラマーに転向し、4人組として活動を継続することが発表された。なお、ペーテル・ナジはモルク・グリーニング等でドラマーとしての活動歴があった。その後、約2年半はシングルギター体制であったが、2023年2月にメンバーの友人でもあるアンドレアス・モレーン (G)が加入した。
また、ア・キャノラス・クインテット名義で2012年にEP『Reflections of the Mirror』がテンプル・オブ・ダークネス・レコードからリリースされ、サイクロン・エンパイアからア・キャノラス・クインテット時代の音源のコンピレーションアルバム『The Quintessence』がリリースされている。さらに、2016年には、ア・キャノラス・クインテットがディス・エンディングとは別バンドとして再結成され、2017年3月中旬のライヴに参加することが発表された。
再結成後のア・キャノラス・クインテットについては、#ア・キャノラス・クインテット (2016 - )を参照。

## メンバー

### 現メンバー
- モールテン・ハンセン (Mårten Hansen) - ボーカル

シンズ・オブ・オミッション、オクトーバー・タイドでも活動。
- リーヌス・ニールブラント (Linus Nirbrant) - ギター

ガイダンス・オブ・シンでも活動。
- アンドレアス・モレーン (Andreas Morén) - ギター

ブリーディング・ユートピアなどでも活動。
- リーヌス・ペッテション (Linus Petterson) - ベース
- ペーテル・ナジ　(Peter Nagy) - ドラムス

2016年に加入してから2020年8月にフレドリック・アンデションが脱退するまではギタリストだったが、アンデション脱退後にドラマーに転向した。
エターナル・オース、モルク・グリーニングなどで活動。

### 旧メンバー
- マティアス・エーリン (Matthias Ehlin) - ギター

Siebenbürgenなどでも活動。
- レオ・ピグノン (Leo Pignon) - ギター

Niden Div. 187、Curriculum Mortisでも活動。
- イェスパー・ロフグレン (Jesper Löfgren) - ベース

ガイダンス・オブ・シンでも活動。
- マティアス・プットネン (Mattias Puttonen) - ドラムス
- フレドリック・アンデション (Fredrik Andersson) - ドラムス

ア・キャノラス・カルテット期のみギターを担当。ア・キャノラス・クインテットに改名する頃にドラムスに転向している。
アモン・アマース、ガイダンス・オブ・シン、Curriculum Mortisでも活動。
マーダックで活動していたドラマーや、ザ・ダスクフォール及びヘルトレインで活動するドラマーは其々同姓同名の別人。

## ディスコグラフィー
- Inside the Machine (2006)
- Dead Harvest (2009)
- Systematic Worship (EP) (2012)
- Garden of Death (2016)

ザ・プレイグ名義
- Let the World Burn (Demo) (2006)

ア・キャノラス・クインテット名義
- The Time of Autumn (Demo) (1993)
- As Tears (EP) (1995)
- Silence of the World Beyond (1996)
- The Only Pure Hate (1998)
- Reflections of the Mirror (EP) (2012)
- The Quintessence (Compilation) (2013)

## ア・キャノラス・クインテット (2016 - )
ア・キャノラス・クインテット (A Canorous Quintetg)は、スウェーデン・ストックホルムのメロディックデスメタルバンド。元々、ア・キャノラス・カルテット (A Canorous Quartet)として1991年に結成され、1993年にア・キャノラス・クインテットに改名し、1998年に活動休止（事実上の解散）した。その後、2005年にザ・プレイグ (The Plague)といったバンド名で再結成し、2006年にディス・エンディング (This Ending)に改名し活動を続けている。その中で、2016年にディス・エンディングとは別バンドとしてア・キャノラス・クインテットが再結成された。本項では2016年に再結成された後のア・キャノラス・クインテットについて記述する。

### 略歴
2016年には、ア・キャノラス・クインテットがディス・エンディングとは別バンドとして再結成され、2017年3月中旬のライヴに参加することが発表された。ア・キャノラス・クインテットというバンドとしてステージに立つのは、18年ぶりのことであった。なおバンドメンバーは、当時のディス・エンディングのメンバーと同じであり、ペーテル・ナジを除く4人がかつてア・キャノラス・クインテットに在籍経験があった。2018年にリレコーディング・アルバム『The Only Pure Hate MMXVIII』をリリースした。

### メンバー
- モールテン・ハンセン (Mårten Hansen) - ボーカル
- リーヌス・ニールブラント (Linus Nirbrant) - ギター
- ペーテル・ナジ　(Peter Nagy) - ギター
- リーヌス・ペッテション (Linus Petterson) - ベース
- フレドリック・アンデション (Fredrik Andersson) - ドラムス

### ディスコグラフィ
- Alive from the World Beyond (Live) (2018)
- The Only Pure Hate MMXVIII (2018)